# Santiago Tíanguistenco
Santiago Tíanguistenco är en kommunhuvudort i Mexiko.   Den ligger i kommunen Tianguistenco och delstaten Mexiko, i den sydöstra delen av landet, 40 km sydväst om huvudstaden Mexico City. Santiago Tíanguistenco ligger 2 637 meter över havet och antalet invånare är 20 104.
Terrängen runt Santiago Tíanguistenco är kuperad österut, men västerut är den platt. Terrängen runt Santiago Tíanguistenco sluttar västerut. Runt Santiago Tíanguistenco är det tätbefolkat, med 735 invånare per kvadratkilometer. Närmaste större samhälle är San Mateo Atenco, 11,9 km nordväst om Santiago Tíanguistenco. Trakten runt Santiago Tíanguistenco består till största delen av jordbruksmark.